# Nezdice na Šumavě

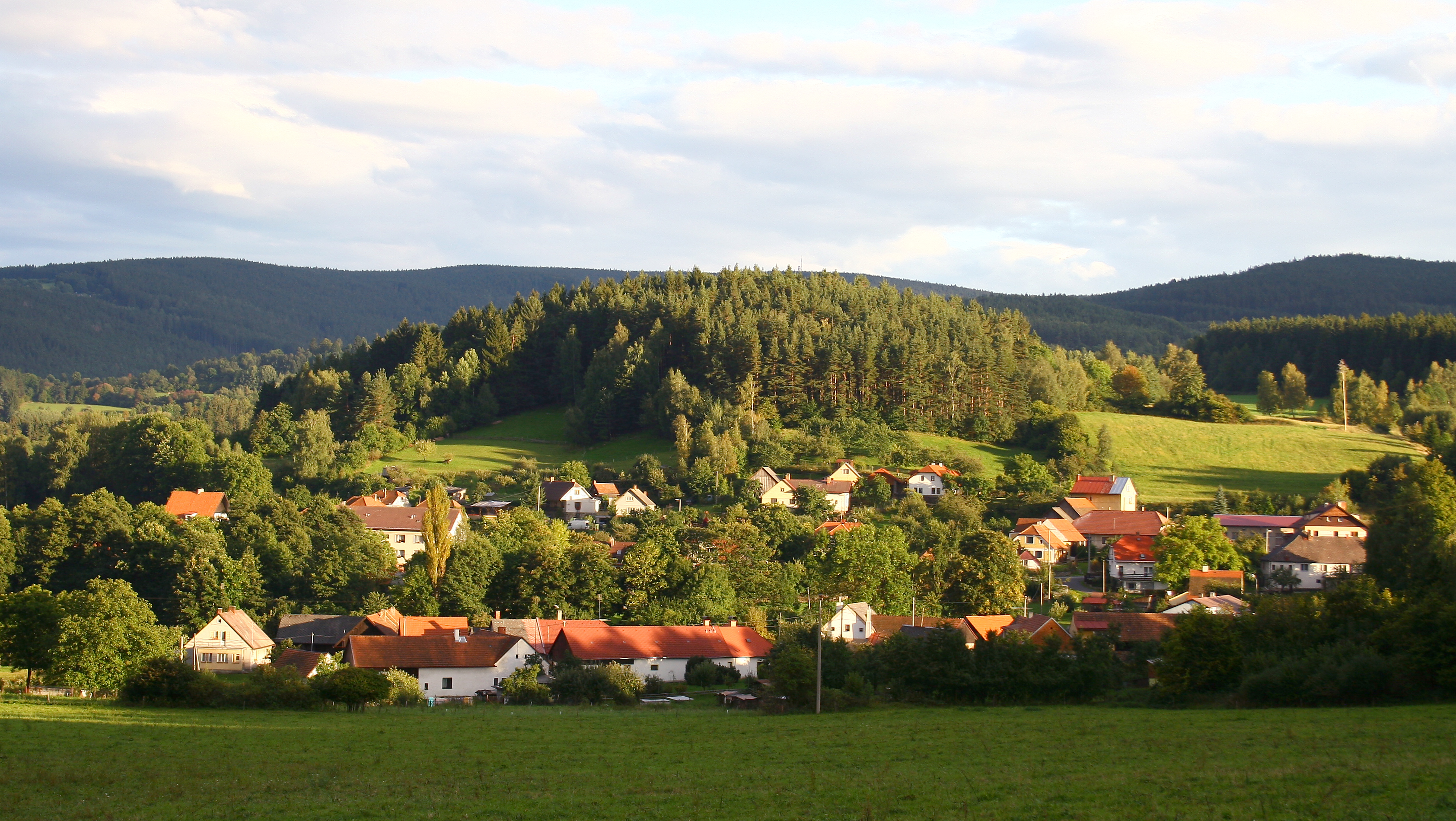
Unterdorf von Nezdice na Šumavě

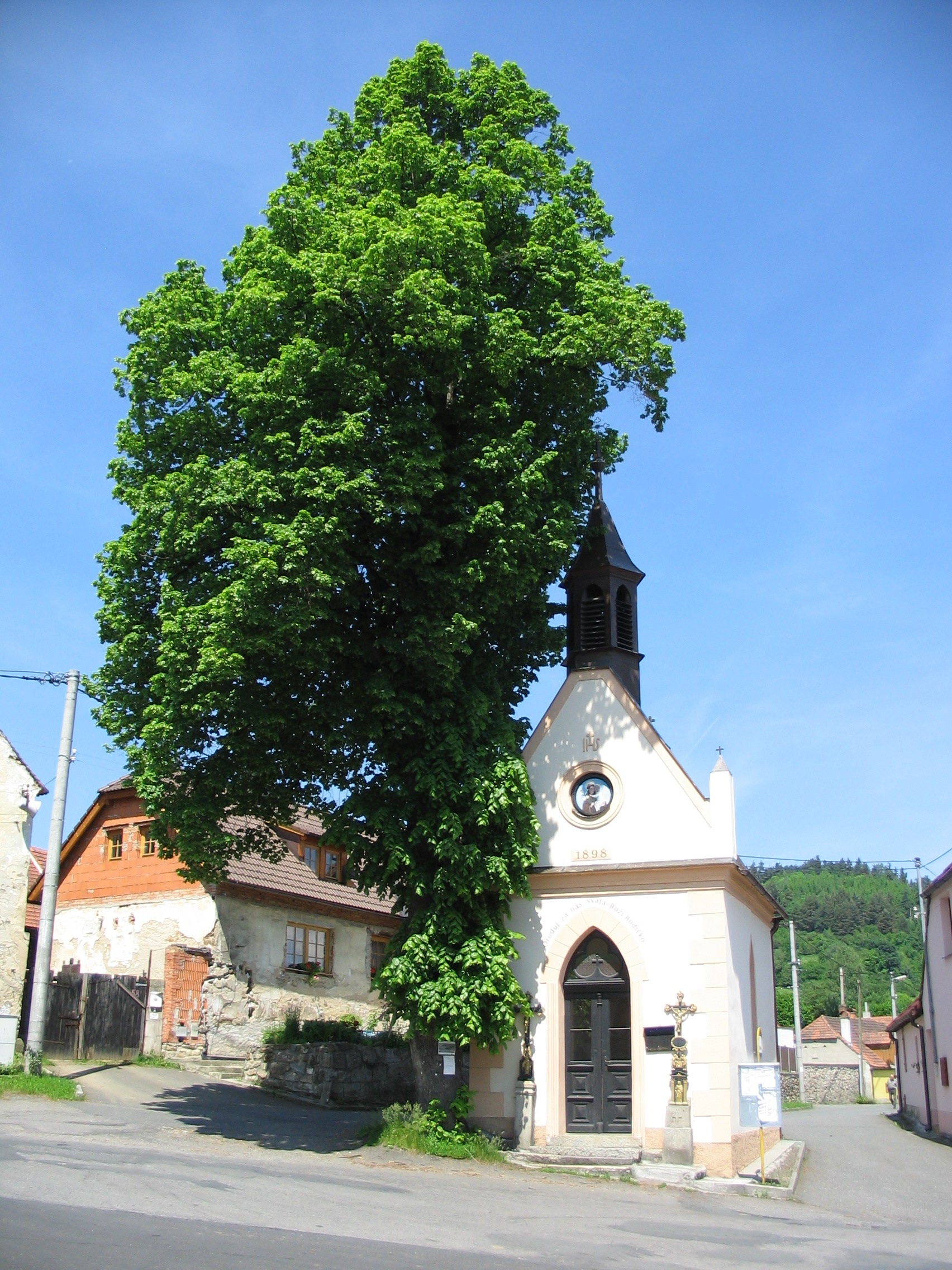
Kapelle auf dem Dorfplatz von Nezdice na Šumavě

Nezdice na Šumavě, bis 1991 Nezdice (deutsch Nezditz, 1939–45: Nestitz) ist eine Gemeinde in Tschechien. Sie liegt neun Kilometer südöstlich von Sušice und gehört zum Okres Klatovy.

## Geographie
Nezdice na Šumavě befindet sich am Übergang vom Böhmerwald zu den Šumavské podhůří (Böhmerwaldvorland) am Zusammenfluss der Bäche Nezdický potok und Žlíbek. Im Norden erhebt sich die Vápenice (734 m), östlich die Skalice (672 m), im Süden der Ždánov (Zosumberg, 1064 m), westlich der Kokšův vrch (807 m) sowie im Nordwesten der Na Vinici (777 m) und der Nadějov (873 m). Gegen Süden erstreckt sich der Naturpark Kašperská vrchovina.
Nachbarorte sind Napajedla, Rozsedly, Strádal und Hamr im Norden, Věštín, V Chaloupkách und Damíčské Chalupy im Nordosten, Strašín und Lazny im Osten, Zuklín, Podzuklín und Pohorsko im Südosten, Záluží, Řetenice, Papírna und Ždánov im Süden, Cikánka, Kavrlík, Kukanda, České Domky und Žlíbek im Südwesten, Nový Dvůr, Klepačka und Ostružno im Westen sowie Kakánov und Šimanov im Nordwesten.

## Geschichte
Die erste urkundliche Erwähnung von Nezdice erfolgte 1396, jedoch ist das Dorf wesentlich älter. Bereits vor der Erhebung von Reichenstein zur königlichen Bergstadt im Jahre 1345 gehörten Teile von Nezdice, Ostružno und Pohorsko zu der Bergsiedlung. Ein weiterer Anteil des Dorfes war Teil der Herrschaft Žihobce. Zu deren Besitzern gehörten zu Beginn des 16. Jahrhunderts die Herren von Riesenberg, danach Christoph Kotz von Dobrz, ab 1609 Ludmilla Kotz von Chudenitz. Ihr folgte Jaroslav Bukovanský Pinta von Bukovany, dessen Besitz nach der Schlacht am Weißen Berg konfisziert und dem kaiserlichen Obristen Martin de Hoeff Huerta übereignet wurde. Anschließend wechselten sich verschiedene kaiserliche Militärs, darunter Ferdinand Freiherr von Lanau als Besitzer ab. Im Jahre 1710 kaufte Johann Philipp von Lamberg die Herrschaft Žihobce mit den Dörfern Žihobce, Nezdice, Ostružno, Rozsedly, Věštín, Strašín und Ždánov von Anna Franziska Iselin und schlug sie seiner Herrschaft Žichovice zu. Ihn beerbte Franz Anton Reichsfürst von Lamberg, der die vereinigten Güter im Jahre 1716 zu einem Fideikommiss erhob. Danach folgte 1760 dessen Sohn Johann Friedrich Reichsfürst von Lamberg, der 1797 ohne Nachkommen verstarb. Durch das Erlöschen der reichsfürstlichen Linie fielen deren Würde, Güter und Ämter 1804 an Johann Friedrichs Neffen Karl Eugen († 1831) aus der jüngeren Linie der Lamberger, der damit zum Reichsfürsten von Lamberg, Freiherrn von Ortenegg und Ottenstein auf Stöckern und Amerang erhoben wurde. Sein ältester Sohn Gustav Joachim Fürst von Lamberg trat das Erbe 1834 an.
Im Jahre 1838 bestand Nestitz bzw. Nezditz aus 71 Häusern mit 592 tschechischsprachigen Einwohnern. Davon gehörten 45 Häuser zur Fideikommissherrschaft Schichowitz, die übrigen 26 Häuser mit 212 Einwohnern zum Dominium Bergreichenstein. Im Schichowitzer Anteil gab es ein Wirtshaus, zwei Mühlen mit Brettsägen sowie eine Ölpresse; abseits lag die aus zwei Häusern bestehende Einschicht Pareska (Parezí). Auf dem Bergreichensteiner Anteil lagen ein Wirtshaus sowie eine Mühle mit Brettsäge. In der Umgebung wurden mehrere Kalkbrüche betrieben. Pfarrort war Straschin.  Bis zur Mitte des 19. Jahrhunderts blieb Nestitz immer zwischen der Fideikommissherrschaft Schichowitz samt den Gütern Raby, Budietitz, Žihobetz und Stradal sowie dem Dominium Bergreichenstein geteilt.
Nach der Aufhebung der Patrimonialherrschaften bildete Nezdice / Nezditz ab 1850 mit den Ortsteilen Zaluží und Ždánov eine Gemeinde im Gerichtsbezirk Schüttenhofen. Ab 1868 gehörte die Gemeinde zum Bezirk Schüttenhofen. Am 11. August 1925 schwoll der Nezdický potok nach Starkregenfällen zu einem reißenden Strom an und verwüstete Nezdice. Der Ortsteil Ždánov fiel nach dem Zweiten Weltkrieg wüst. Im Zuge der Aufhebung des Okres Sušice wurde Nezdice 1960 dem Okres Klatovy zugeordnet. 1961 erfolgte die Eingemeindung von Pohorsko und Ostružno. Seit 1992 führt die Gemeinde zur besseren Unterscheidung von der damals ebenfalls zum Okres Klatovy gehörenden Gemeinde Nezdice den amtlichen Namen Nezdice na Šumavě.

## Gemeindegliederung
Die Gemeinde Nezdice na Šumavě besteht aus den Ortsteilen Nezdice na Šumavě (Nezditz), Ostružno (1939–45 Ostrosen), Pohorsko (1939–45 Buchholz) und Ždánov (Zosum). Grundsiedlungseinheiten sind Klepačka, Nezdice na Šumavě, Ostružno und Pohorsko. Zu Nezdice na Šumavě gehören außerdem die Einschichten Kukanda, Papírna, Parezí (Pareska), Pazderna und Záluží (Zalusch).
Das Gemeindegebiet gliedert sich in die Katastralbezirke Nezdice na Šumavě, Ostružno na Šumavě und Pohorsko.

## Sehenswürdigkeiten
- Kunsthandwerksmuseum Nezdice na Šumavě, es ist nur saisonal in den Sommermonaten geöffnet.
- Jagdschlösschen Záluží
- Kapelle des hl. Antonius auf dem Dorfplatz von Nezdice na Šumavě, erbaut 1898. Die Glocke stammt aus dem Jahre 1728.
- Kapelle Mariä Himmelfahrt in Ostružno, errichtet 1860
- Kapelle des hl. Prokop in Pohorsko, sie wurde 2001 geweiht
- Naturdenkmal Pohorsko